# Barão da Silva

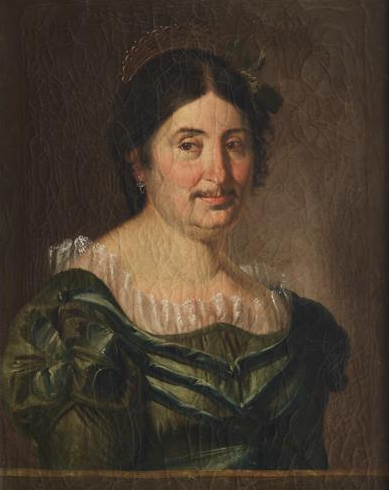
A Baronesa da Silva, por José de Almeida Furtado (o Gata)

Barão da Silva é um título nobiliárquico criado por D. Maria II de Portugal, por Decreto de 5 de Janeiro de 1837, em favor de Eugénia Cândida da Fonseca da Silva Mendes.
Titulares
1. Eugénia Cândida da Fonseca da Silva Mendes, 1.ª Baronesa da Silva.

Barão da Silva é um título nobiliárquico criado por D. Pedro V de Portugal, por Decreto de 14 de Setembro de 1855, em favor de José António Ferreira da Silva.
Titulares
1. José António Ferreira da Silva, 1.º Barão da Silva.